# La sesión cubana World Tour
La sesión cubana World Tour è la quindicesima tournée di Zucchero Fornaciari, la prima collegata all'album La sesión cubana del 2012. 

## Il tour

### Organizzazione
La tournée si è svolta dall'aprile al luglio 2013 per un totale di 64 concerti. Per la prima volta nella sua carriera il cantante emiliano si esibisce in paesi dell'Oceania diversi dall'Australia, nelle prime tappe del tour. Queste tappe iniziali in Oceania dovevano essere comprese nella seconda parte del Chocabeck World Tour dell'anno precedente, ma, per ragioni logistiche, non erano state realizzate. Pochi giorni prima della pubblicazione del suo nuovo album, Fornaciari ha detto:
(Zucchero)

### Concerto-evento di L'Avana
Il tour è stato anticipato da un concerto-evento, riproposto nell'album live Una rosa blanca, organizzato presso l'Istituto Superiore delle Arti di L'Avana l'8 dicembre 2012, giorno simbolicamente ricollegabile alla prima delle due storiche date Live at the Kremlin durante l'Oro, Incenso e Birra Tour. L'evento, interamente organizzato a spese della Universal Music Group, è stato reso possibile imbarcando quaranta container dal porto di Genova con tutta l'attrezzatura necessaria. 

Per quattro anni, in ragione dei 70 000 spettatori accorsi, il concerto è stato il più grande mai realizzato da un cantante straniero nella Cuba sotto embargo. Nel 2016, infatti, il record è stato superato dai Rolling Stones con l'evento Havana Moon.

## Le tappe
- 8 dicembre 2012:  Cuba, L'Avana - Istituto Superiore delle Arti  (70 000 spettatori)[3][4][5][6] (concerto registrato per la realizzazione di Una rosa blanca)

2013
- 5 aprile:  Polinesia francese, Tahiti - Punaruu Stadium (SOLD OUT) (ospite Maeva Cavallo)
- 9 aprile:  Nuova Caledonia, Nouméa - Arene du Sud (SOLD OUT)
- 12 aprile:  Australia, Melbourne - The Palais (SOLD OUT)
- 13 aprile:  Australia, Sydney - The State Theatre (SOLD OUT)
- 17 aprile:  Australia, Perth - The Regal (SOLD OUT)
- 18 aprile:  Australia, Adelaide - Thebarton Theatre (SOLD OUT)
- 28 aprile:  Italia, Livorno - PalaLivorno
- 30 aprile:  Italia, Verona - Arena di Verona (SOLD OUT)
- 1 maggio:  Italia, Verona - Arena di Verona (SOLD OUT)
- 2 maggio:  Italia, Verona - Arena di Verona (SOLD OUT)
- 5 maggio:  Svizzera, Zurigo - Hallenstadion (SOLD OUT)
- 6 maggio:  Svizzera, Zurigo - Hallenstadion (SOLD OUT)
- 7 maggio:  Svizzera, Ginevra - Arena (SOLD OUT)
- 9 maggio:  Austria, Bregenz - Werkstattbuehne (SOLD OUT)
- 10 maggio:  Austria, Innsbruck - Olympiahalle (SOLD OUT)
- 12 maggio:  Austria, Vienna - Stadthalle (SOLD OUT)
- 13 maggio:  Austria, Graz - Stadthalle (SOLD OUT)
- 14 maggio:  Austria, Salisburgo - Domplatz (SOLD OUT)
- 16 maggio:  Francia, Parigi - Palais des Sports (SOLD OUT)
- 18 maggio:  Paesi Bassi, Amsterdam - Ziggo Dome (SOLD OUT)
- 20 maggio:  Irlanda, Dublino - Olympia Theatre (SOLD OUT)
- 22 maggio:  Regno Unito, Londra - Royal Albert Hall (SOLD OUT)
- 24 maggio:  Germania, Monaco di Baviera - Olympia Halle (SOLD OUT)
- 25 maggio:  Germania, Stoccarda - Schleyerhalle (SOLD OUT)
- 27 maggio:  Belgio, Anversa - Lotto Arena (SOLD OUT)
- 28 maggio:  Belgio, Bruxelles - Forest National (SOLD OUT)
- 29 maggio:  Germania, Düsseldorf - Mitsubishi Electric Halle (SOLD OUT)
- 31 maggio:  Germania, Berlino - O2 Arena (SOLD OUT)
- 2 giugno:  Germania, Amburgo - The Stadtpark (SOLD OUT)
- 3 giugno:  Germania, Rostock - Stadthalle (SOLD OUT)
- 4 giugno:  Germania, Dresda - Junge Garde (SOLD OUT)
- 6 giugno:  Francia, Grenoble - Summum (SOLD OUT)
- 8 giugno:  Lussemburgo, Lussemburgo - Rockhal (SOLD OUT)
- 10 giugno:  Italia, Genova - 105 Stadium (SOLD OUT)
- 11 giugno:  Italia, Bologna - Unipol Arena (SOLD OUT)
- 14 giugno:  Polonia, Słupsk - Dolina Charlotty (SOLD OUT) (ospite Paul Young)
- 16 giugno:  Estonia, Tallinn - Rock Summer 25
- 18 giugno:  Lettonia, Ventspils - Ventspils Olimpiskais centrs (SOLD OUT)
- 19 giugno:  Lituania, Kaunas - Svyturio Music festival
- 21 giugno:  Slovacchia, Bratislava - NTC
- 22 giugno:  Austria, Vienna - Danube Island Festival (free festival)
- 24 giugno:  Italia, Milano - Mediolanum Forum (SOLD OUT)
- 25 giugno:  Italia, Torino - Palaolimpico (SOLD OUT)
- 26 giugno:  Italia, Firenze - Nelson Mandela Forum (SOLD OUT)
- 28 giugno:  Italia, Padova - PalaFabris (SOLD OUT)
- 29 giugno:  Italia, Rimini - 105 Stadium (SOLD OUT)
- 30 giugno:  Italia, Ancona - PalaRossini (SOLD OUT)
- 2 luglio:   Italia, Bolzano - Pala Onda (SOLD OUT)
- 4 luglio:  Austria, Klam - Clam Castle
- 5 luglio:  Austria, Lienz - Hauptplatz
- 7 luglio:  Francia, Avignone - Avoine Blues Festival
- 10 luglio:  Svizzera, Locarno - Moon and Stars (SOLD OUT)
- 12 luglio:  Francia, Vence - Les Nuits Du Sud (SOLD OUT)
- 13 luglio:  Francia, Morzine - Harley Days Festival
- 14 luglio:  Francia, Fos-sur-Mer - Fete de la Ville at Place des Producterus  (free festival)
- 15 luglio:  Francia, Cahors - Cahors Blues Festival (SOLD OUT)
- 18 luglio:  Italia, Brescia - Piazza della Loggia (SOLD OUT)
- 19 luglio:  Italia, Tarvisio - Piazza Unità (SOLD OUT)
- 20 luglio:  Italia, Codroipo - Villa Manin (SOLD OUT)
- 22 luglio:  Italia, Chieti - Anfiteatro della Civitella (SOLD OUT)
- 24 luglio:  Italia, Roma - Ippodromo delle Capannelle
- 25 luglio:  Italia, Paestum -  Teatro dei Templi
- 27 luglio:   Italia, Agrigento - Valle dei Templi (SOLD OUT)
- 28 luglio:   Italia, Taormina - Teatro antico di Taormina (SOLD OUT)
- 29 luglio:  Italia, Verona - Arena di Verona (SOLD OUT)

## La scaletta
La scaletta del tour ha visto l'inserimento di due cover del tutto inedite: With or Without You degli U2 e La Bamba, celebre brano popolare messicano.
Durante l'esecuzione di Guantanamera (Guajira) all'Arena di Verona ogni partecipante del pubblico ha potuto agitare in aria una rosa bianca, fornita all'ingresso del concerto.
- Intro - Una rosa blanca
- Nena
- Un kilo
- Cuba Libre
- Never Is The Moment
- Love Is All Around
- Bacco perbacco
- L'urlo
- Indaco dagli occhi del cielo
- God Bless The Child
- Così celeste
- Guantanamera
- Baila (Sexy Thing)
- Pana
- Ave Maria No Morro
- Diamante
- Il volo
- Pronto
- Vedo nero
- Il suono della domenica
- Ali d'oro
- Overdose d'amore
- Con le mani
- Diavolo in me
- Sabor a ti
- With or Without You (cover inedita)
- Solo una sana e consapevole libidine…
- La Bamba (cover inedita)
- Per colpa di chi

## Formazione
- Zucchero (voce, chitarra)
- Polo Jones (basso)
- Kat Dyson (chitarra e cori)
- Mario Schilirò (chitarra)
- Adriano Molinari, Horacio Hernandez (batteria)
- Nicola Peruch (tastiere)
- Elmer Ferrer (chitarra tres)
- Joaquin Nunez Hidalgo, Jorge Luis Nunez (percussioni),
- Karel Escalona (timbales)
- Lazaro Amauri, Osmil Renè (tromba)
- Maykel Fernando (trombone)
- Dorian Carol, Dyalis De Regla, Liuba Calvo (cori)

La band che accompagna Zucchero durante l'esclusivo concerto-evento di L'Avana è leggermente più numerosa rispetto al successivo tour mondiale. Essa è composta da: 
- Guillermo Fragoso (dir. Orchestra)
- Polo Jones (basso)
- Kat Dyson (chitarre e cori)
- Mario Schilirò (chitarre)
- Adriano Molinari (batteria)
- Nicola Peruch (tastiere)
- James Thompson (sax)
- Elmer Ferrer (chitarre)
- Joaquin Nunez Hidalgo (percussioni)
- Horatio Hernandez El Negro (batteria e percussioni)
- Maykel Leoner Perna Fernandez (piano)
- Josmil Monzon Diaz, Lazaro Amaury Oviedo Dilout (trombe)
- Maykel Corrales Rojas (trombone)
- Maria Julia Valle Fernandez, Dorian Arraiza Leon, Dyalis de Tegla Machado Migueles (cori)
- Jorgue Luis Nunez Palacio, Jose Pablo Reyes Marrero, Julio Guerra Acosta (percussioni)
- Karel Escalona (timbales)
- Havana Strings Quartet (archi)